# پره پره
پره پره (اندونزیایی: Pare Pare) شهری در استان South Sulawesi کشور Indonesia است. جمعیت این شهر بر اساس سرشماری سال ۱۹۹۰ میلادی، ۸۴٫۰۹۳ نفر و بر اساس سرشماری سال ۲۰۰۰ میلادی، ۱۰۳٫۶۵۱ بوده که در سال ۲۰۰۷ میلادی به ۱۱۷٫۶۴۷ نفر افزایش یافته‌است.